# 阿曼特·查奧爾
阿曼特·查奧爾（法語：Armand Traoré，1989年10月8日—），是一名塞內加爾裔法國籍的球員，出生於巴黎，司職左後衛或翼鋒。現效力英冠球會卡迪夫城。

## 生平

### 球會
查奧爾於2005年8月從法甲球會摩納哥加盟阿仙奴，但他只能加入預備組聯賽，於2005-06球季預備組聯賽上陣6場。查奧爾於2006年7月在柏金的告別賽對阿積士中上陣，8月，他以一個從未使用過的球員號碼，入選阿仙奴於歐聯對薩格勒布戴拿模的18名球員大軍。
查奧爾於2006年10月24日聯賽盃第三圈擊敗西布朗一戰首次為阿仙奴上陣，於開賽24分鐘入替艾迪巴約。他其後接連於聯賽盃擊敗愛華頓、利物浦、四強對熱刺的兩個回合和決賽負於車路士1:2中幾仗上陣。
查奧爾於足總盃賽和般尼一場正選上陣，直至71分鐘被賀迪入替。2008年2月2日，查奧爾於聯賽3:1擊敗曼城一場入選後備席，但沒有上場。他最終於2008年4月5日聯賽對利物浦一場首次上陣，在2007/08球季的最後兩場，查奧爾以左翼身份上陣，更於對愛華頓一場中助攻予前鋒賓特拿入球，擊敗對手。
2008年8月20日阿仙奴從曼聯簽入施維斯達，令查奧爾出場機會大大減少，於翌日獲外借到樸茨茅夫一個賽季爭取上陣經驗，期間上陣28場及射入1球。
返回阿仙奴後，查奧爾於2009/10年球季在傷兵滿營的一隊取得12場上陣機會，在傷愈後再次返回後備席。
2010年8月31日查奧爾獲外借到意甲祖雲達斯一個球季，但因傷缺席季初近3個月的賽事，復出後大部分時間擔任板凳球員，僅取得10場聯賽上陣機會，借用期滿後返回阿仙奴。
2011/12年球季查奧爾在阿仙奴因傷停而人手告急下取得一場正選上陣，但作客慘敗2-8於曼聯腳下。2011年8月30日查奧爾轉投升班馬昆士柏流浪，簽約三年，轉會費沒有透露。

### 國家隊
查奧爾是法國U19代表隊的球員之一，他幫助球隊於2008年歐洲U-19國家盃首圈外圍賽中出線，於首圈外圍賽及次圈外圍賽共上陣三場，但球隊於次圈外圍賽出局，無緣於捷克舉行的決賽週。

## 宗教信仰
查奧爾是一名穆斯林。

## 榮譽
阿仙奴
- 聯賽盃亞軍：2007年；

## 外部連結
- 足球数据库：查奧爾的球员统计数据
- Arsenal.com資料
- 資料、統計 Archive.today的存檔，存档日期2012-12-09